# قائمة فهارس العملات المعدنية
قائمة فهارس العملات المعدنية (أو دليل العملات المعدنية) هو قائمة بأنواع النقود المعدنية. قد تتضمن المعلومات صور الوجه والعكس (الوجه الأمامي والخلفي)، وتاريخ ومكان سك العملة، ونوع التوزيع، وترجمة النقوش، ووصف الصور، والموضوع، ونوع المعدن، ووصف الحافة، واتجاه العملة، والوزن، والقطر، والحجم، وأوراق اعتماد التصميم، والشكل، والأسعار لمختلف الدرجات. كما يمكن وصف العيوب أيضاً.
وتختلف جودة وتفاصيل واكتمال المعلومات المتاحة عن عملة معينة حسب شيوعها وشيوعها والأبحاث العلمية المتاحة. وبسبب ضخامة عدد العملات في تاريخ العالم، لا توجد فهارس شاملة. وعادةً ما يحتفظ هواة جمع العملات المحترفون بالعديد من الكتب للتعرف عليها وتقييمها. والشكل الآخر هو دليل وفهرس المزاد، حيث توصف تلك العملات المحددة المتوفرة في المزاد فقط، مع توفر لوحات مصورة لبعض العملات الأكثر شهرة.

## قائمة بالفهارس البارزة
هذه قائمة ديناميكية وقد لا تكون قادرة على تلبية معايير معينة للاكتمال. يمكنك المساعدة بإضافة العناصر المفقودة من مصادر موثوقة:
- كتاب دليل عملات الولايات المتحدة الأمريكية، المعروف أكثر باسم الكتاب الأحمر.
- الفهرس القياسي لعملات العالم.
- الفهرس القياسي للعملات البريطانية.
- فهارس المتحف البريطاني للعملات.